# Ughetto Bertucci
Pour les articles homonymes, voir Bertucci.
Ughetto Bertucci, né à Rome le 18 octobre 1907 et mort dans la même ville le 25 juin 1966, est un acteur italien. Il est apparu dans 29 films entre 1945 et 1960.

## Biographie
Ughetto Bertucci exerce comme vendeur de fruits place du marché à Rome quand, en 1945, il est remarqué par Mario Mattoli qui lui confie le rôle de vendeur de fruits dans le film La vie recommence. À la suite de critique positive, il commence une carrière au cinéma dans des rôles majoritairement humoristiques sans pour autant abandonner  son étal de marché. Il a également fait parfois des apparitions dans l'avanspettacolo.

## Filmographie partielle
- 1945 : La vie recommence de Mario Mattoli
- 1947 : Ultimo amore de Luigi Chiarini
- 1947 : L'Honorable Angelina (L'onorevole Angelina)de Luigi Zampa
- 1947 : Les Deux Orphelins (I due orfanelli) de Mario Mattoli
- 1948 : Arènes en folie (Fifa e arena) de Mario Mattoli
- 1948 : Totò au Tour d'Italie (Totò al giro d'Italia) de Mario Mattoli
- 1949 : Signorinella de Mario Mattoli
- 1949 : Il vedovo allegro de Mario Mattoli
- 1950 : Totò Tarzan de Mario Mattoli
- 1950 : Mon frère a peur des femmes (L'inafferrabile 12) de Mario Mattoli
- 1950 : Le Prince pirate  (Il leone di Amalfi) de Pietro Francisci
- 1951 : Il padrone del vapore de Mario Mattoli
- 1951 : Les nôtres arrivent (Arrivano i nostri) de Mario Mattoli
- 1951 : Accidenti alle tasse!! de Mario Mattoli
- 1951 : Sette ore di guai de Vittorio Metz et Marcello Marchesi
- 1951 : La Vengeance de l'Aigle noir (La vendetta di Aquila Nera) de Riccardo Freda
- 1952 : Cinque poveri in automobile de Mario Mattoli
- 1952 : Vengeance sarde (Vendetta... sarda) de Mario Mattoli
- 1953 : Deux Nuits avec Cléopâtre (Due notti con Cleopatra) de Mario Mattoli